# Diplotaxis pinalica
Diplotaxis pinalica är en skalbaggsart som beskrevs av Henry Clinton Fall 1932. Diplotaxis pinalica ingår i släktet Diplotaxis och familjen Melolonthidae. Inga underarter finns listade i Catalogue of Life.